# بوكراع
بوكراع هي مدينة صحراوية في العيون وسط الصحراء الغربية، بالجنوب الشرقي من مدينة العيون المحتلة. جل سكان المدينة هم من العاملين في صناعة الفوسفات (2.519 نسمة حسب الإحصاء الرسمي 2004).
خلال الاستعمار الأسباني للصحراء الغربية (انظر تسمية الصحراء الإسبانية)، كانت المنطقة في وقت مبكر مقرا لكثير من المجندين من الحركات القومية وجيش التحرير المغربي والصحراويين العاملين في مناجم الفوسفات آنذاك.
يتم نقل الفوسفاط إلى الساحل بواسطة حزام ناقل، هذا الحزام هو الأطول من نوعه في العالم. خلال الحرب بين الجيش الملكي المغربي وجبهة البوليساريو منذ عام 1976 تعرض هذا النظام الناقل عدة مرات للتخريب وتعطيل من قبل مناضلي الحركة التحررية لجبهة البوليساريو

## توأمة
لبوكراع اتفاقيات توأمة مع:
- كاسترو أورديالس